# Diaz
Andres Rafael Diaz Rosa, kendt som Diaz, (født 26. juli 1976 i Jessheim i Norge) er en norsk hiphoper og rapper fra Jessheim udenfor Oslo. Diaz kaldes også for «Han halvt spanske» og «Fanden». Han er af spansk afstamning, da hans far Rafael kommer fra Spanien. Diaz mor Inger er født og opvokset i Norge. 

## Karriere
Diaz debuterede officielt som rapartist i 1996 da han deltog på et remix. Han arbejde først som lokal disckjockey på diverse klubber i hans hjemby Jessheim. Den første plade 2050 er opkaldt efter Jessheims postnummer og kom i år 2000, og var en stor salgsskuffelse for Tee Productions, men høstede gode kritikker både i Norge  og i prestigetunge udenlandske blade som The Source, Billboard Magazine og Hip-Hop Connection. Det amerikanske musikmagasin Billboard omtalte Diaz som en ny komet fra Europa. Producenten for pladen var den populære norske pladeproducer Tommy Tee. Senere fulgte Diaz op med pladerne Velkommen Hjem Andres og Jessheimfanden. Han har udgivet en række singler de sidste år, som «Hvem er denne karen?», «Jessheim», «Ikke alene» og «Mitt Stille Vann». 
Velkommen Hjem Andres er en reference til filmen Velkommen Hjem, Anders, der blev filmet i Jessheim i 1985 med lokale skuespillere.
I tillæg til dette, har han medvirket på adskillige  singler og albums af kunstnere som Warlocks, Opaque, Tommy Tee og Wu-Tang Clan's RZA. En af hans mest succesrige var hans første medvirken på singlen, Crossing Borders fra 1999, der var en feat. med den svenske rapper Petter. Mens Petter rappede på svensk på tracket, rappede Diaz på engelsk og spansk. Singlen opnåede en top ten hit i Skandinavien samme år.
Velkommen Hjem Andres album inkluderer sangen Mitt Terningkast lavet i samarbejde med Diazs barndomsvenner Shagrath og Galder fra det norske symfoniske black metal band Dimmu Borgir.
Diaz er nu blevet pensioneret rapper  og studerer ved Handelshøyskolen BI .

## Diskografi

### Album
| Dato | Album                 | Pladeselskab |
| ---- | --------------------- | ------------ |
| 2000 | 2050                  |              |
| 2003 | Velkommen Hjem Andres |              |
| 2006 | Jessheimfanden        |              |

### Singler
| Dato | Album                                    | Pladeselskab |
| ---- | ---------------------------------------- | ------------ |
| 1999 | Crossing Borders                         |              |
| 2000 | I Come To Collect                        |              |
| 2000 | Star From Trini                          |              |
| 2000 | Star From Trini remix (ft. El Da Sensei) |              |
| 2001 | Takk                                     |              |
| 2002 | Stikking                                 |              |
| 2003 | Jeissheim                                |              |
| 2003 | Hvem er denne karen?                     |              |
| 2005 | Ikke alene (med Dina)                    |              |
| 2005 | Mitt Stille vann                         |              |

### Gæst på
| Dato | Artist                   | Titel                    |
| ---- | ------------------------ | ------------------------ |
| 1996 | Helen Eriksen            | Shake My Hand (remix)    |
| 1997 | N-Light-N's "Deep Green" | Go Fishing Primoz I      |
| 1997 | T&D Basment Hits         | Complation by Tee & Diaz |